# Cuscús comú meridional
El cuscús comú meridional (Phalanger mimicus) és una espècie de pòssum del gènere Phalanger. És un marsupial arborícola originari de Nova Guinea i es creu fou introduït expressament pels humans a l'arxipèlag de Bismarck i àrees pròximes entre fa 20 i 18.000 anys. Menja flors, fulles i fruits.